# Illyrius
Illyrius (grek. Illyrios), son till Kadmos och Harmonia, var enligt legenden stamfar till folkstammen illyrierna.
Antikens historieskrivare, till exempel Apollodorus och Appianus, ger olika skildringar om Illyrius ursprung. Sannolikt var Illyrius en mytologisk gestalt.